# Don G. Campbell
Don G. Campbell (* 27. Dezember 1946 in San Antonio/Texas; † 2. Juni 2012 in Boulder/Colorado) war ein US-amerikanischer Pianist, Organist, Musikpädagoge und -wissenschaftler.

## Leben
Campbell verbrachte seine Jugendjahre in Europa und studierte am Amerikanischen Konservatorium in Fontainebleau Klavier bei Nadia Boulanger. Später schrieb er die erste englischsprachige Biographie der berühmten Musikpädagogin. Nach seiner Rückkehr in die USA studierte er Orgel und Musikpädagogik an der University of North Texas und Chorleitung am Konservatorium der University of Cincinnati. Seine berufliche Laufbahn begann er als Lehrer und Musikkritiker an der St. Mary's International School in Tokio. In den 1980er Jahren organisierte er nationale und internationale Tourneen und Auftritte der Choristers Guild in Dallas.
Neben seinen Auftritten als Organist und Pianist und seiner Lehrtätigkeit an der University of Colorado arbeitete er wissenschaftlich und praktisch auf dem Gebiet der Musiktherapie. Er war an der Entwicklung der Aesthetic Audio Systems beteiligt, die zur Unterstützung von Heilungsprozessen in Gesundheitseinrichtungen zur Anwendung kommen, und gründete 1988 in Boulder das Institute of Music, Health and Education, das er bis 1997 leitete. Später war er Direktor des Music & Health Institute am New York Open Center.
Insgesamt verfasste Campbell 23 Bücher. Die bekanntesten sind The Mozart Effect und The Mozart Effect for Children, die in vierundzwanzig Sprachen übersetzt wurden. Das zugehörige Album Music for the Mozart Effect belegte drei Jahre lang Spitzenplätze bei den Billboard Classical Charts. In Zusammenarbeit mit Alex Doman entstand sein letztes Buch Healing at the Speed of Sound, das 2011 erschien.